# Гримас Шейк
Grimace Шейк — це молочний коктейль зі смаком ягід, який продавали в ресторанах McDonald's у Сполучених Штатах у червні та на початку липня 2023 року. Його випустили в рамках акції Grimace Birthday Meal.

## Фон
Персонаж Гримас був вперше представлений у медіафраншизі McDonaldland у 1971 році як «Зла гримаса». Він краде молочні коктейлі і є «втіленням молочного коктейлю або смакового рецептора»[що?], за словами McDonald's. Точна дата його дня народження невідома,  хоча під час акції Grimace Birthday йому було зазначено, що йому 52 роки.

## Опис продукту
Grimace Shake — молочний коктейль фіолетового кольору зі смаком ягід. Це поєднання м'якої ванільної подачі та ягідного смаку.
Коктейль був випущений як окремий продукт і як частина Grimace Birthday Meal, яка складається з коктейлю, картоплі фрі середнього розміру та на вибір Біг Мак або курячих макнагетсів з 10 штук.

## Випуск
У червні 2023 року McDonald's оголосив про випуск, змінивши фотографію свого профілю в соціальних мережах на фотографію Grimace, яка дивиться на Grimace Shake. Щоб супроводжувати випуск страви, McDonald's випустив браузерну гру Grimace's Birthday на тему Game Boy, розроблену Krool Toys, та інші товари, натхненні Grimace. McDonald's заплатив Fandom, щоб замінити статтю про Grimace на вікі McDonald's рекламою своїх товарів Grimace, що призвело до суперечок. McDonald's запропонував людям робити пожертви в благодійний фонд Рональда МакДональда «замість подарунків» для Grimace.

## Рецепція

### Критичні відгуки
The Grimace Shake отримав полярні відгуки. Дейн Рівера з Uproxx назвав його найкращим смаком у лінійці молочних коктейлів McDonald's. Delish позитивно оцінив його, назвавши «найсолодшим ягідним смузі у вашому житті». Річел Чепмен, яка писала для Elite Daily, була «не прихильницею смаку», який вона описала як «дуже фруктовий і штучний смак». Огляд Insider описав смак як м'який і не надто солодкий, але також штучний і в кінцевому підсумку неперевершений. Стівен Луна з Mashed.com сказав, що, попри те, що коктейль був «гарним» і «на вигляд чарівним», він розчарував і став «тривожною даниною балакучому дурнику виноградного кольору, який заслуговує набагато кращого».

### Інші засоби масової інформації
Перед релізом напою користувачі соцмереж почали публікувати фан-арти та меми із зображенням Grimace.
Тенденція TikTok із хештегом #GrimaceShake почала циркулювати після випуску шейку, у якому користувачі знімають, як п'ють шейк і опиняються в незвичайних позах і в незвичайних місцях, або як їх знаходять мертвими під час напою. Відео поставлено так, щоб виглядати як місце злочину з тремтінням, яке розбризкується навколо, маючи на увазі, що Grimace відповідає за їхнє перетворення. Ця тенденція походить від подібної тенденції щодо Whopper, випущеного для реклами Spider-Man: Across the Spider-Verse, оскільки обидва продукти мають неприродні кольори. Тенденція поширилася на інші продукти, такі як продукти на тему Барбі від Krispy Kreme та Cold Stone, де споживачі виглядають більш жіночними або " ясистими " після споживання. Станом на 12 липня хештег набрав понад мільярд переглядів.
Гійом Хуен, директор із соціальних медіа McDonald's, не очікував тренду Grimace Shake та описав його як «геніальну креативність, нефільтроване задоволення, пік абсурдистського гумору покоління z». Однак у той час він вважав, що визнавати цю тенденцію було б ризиковано, оскільки він вважав, що «кампанія вже була шалено успішною, як з соціальної, так і з бізнесової точки зору, тож навіщо нам „ризикувати“, втручаючись?». Однак McDonald's пізніше визнав цю тенденцію в соціальних мережах, заявивши (як Гримаса): «meee[sic] вдаю, що i[sic] бачу grimace shake trendd[sic].» Ця тенденція була відзначена як приклад вірусного маркетингу.

## Суперечки

### Фандомна реклама
Приблизно під час випуску в червні 2023 року співробітники служби вікі-хостингу Fandom замінили запис Grimace у вікі McDonald's, керованої фанатами, платною рекламою від McDonald's, що рекламує Grimace Shake, а також різні інші фрагменти Grimace. Фандом отримав широку негативну реакцію, автор оригінальної статті Натан Штайнметц, який в інтерв'ю Kotaku доповнив статтю Grimace аргументом, що цей крок порушує редакційну незалежність. Співробітники Fandom заявили, що платна реклама від McDonald's триватиме лише протягом акції Grimace Shake; співробітники додатково захистили сторінку від редагування на час проведення акції.
Вікі-спільнота Minecraft, яка розміщена на Fandom після придбання компанією Gamepedia у Curse LLC, назвала перехід від McDonald's причиною переходу від Fandom до нових служб вікі-хостингу.